# Gioia piena
Gioia piena è un singolo del gruppo musicale italiano The Sun, pubblicato il 26 maggio 2023 in digitale e contenuto nell'edizione deluxe dell'album Qualcosa di vero.

## Tracce
1. Gioia piena – 3:09 (testo: Francesco Lorenzi, Andrea Marco Ricci – musica: Francesco Lorenzi, Damiano Ferrari, Daniele Benati, Andrea Marco Ricci)

## Formazione
The Sun
- Francesco "The President" Lorenzi – voce, chitarra
- Riccardo "Trash" Rossi – batteria
- Matteo "Lemma" Reghelin – basso, cori
- Gianluca "Boston" Menegozzo – chitarra, cori
- Andrea "Cherry" Cerato – chitarra, cori

Musicisti aggiuntivi
- Claudio Zanoni – tromba
- Francesco Montisano – sassofono